# Cold brew

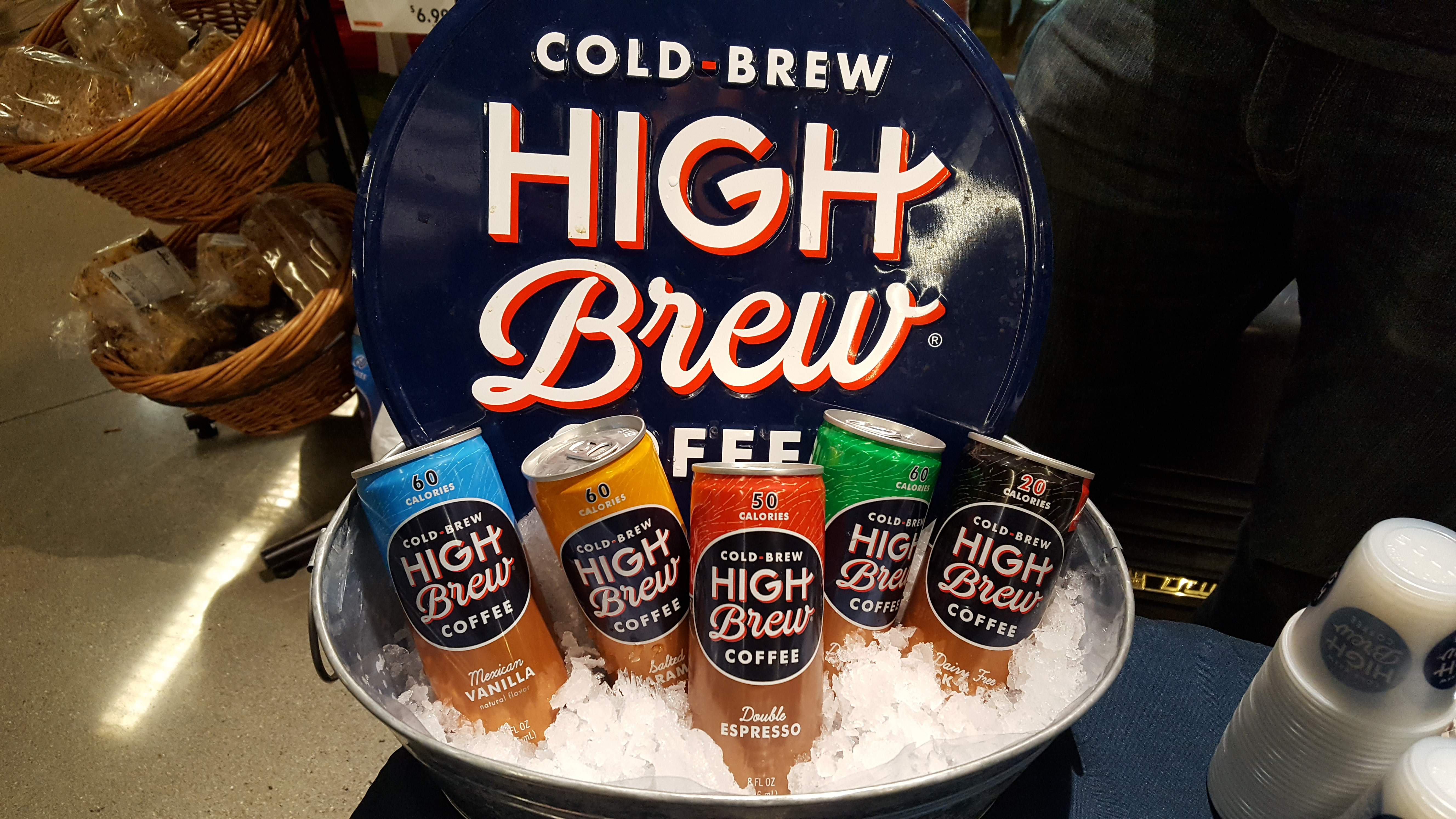
Puszki cold brew

Cold brew – napój kawowy wytwarzany poprzez moczenie zmielonych ziaren kawy w zimnej wodzie. Proces tworzenia cold brew nazywa się tłoczeniem na zimno. Receptura tego napoju znana jest od co najmniej XVII wieku i wywodzi się z Japonii. Wtedy to przepuszczano pojedyncze krople wody przez ziarna kawowca.

## Przygotowanie
Obecnie cold brew przygotowuje się zalewając zimną wodą grubo lub średnio zmielone ziarna kawy na co najmniej 10-12 godzin. W celu wzmocnienia ekstrakcji od czasu do czasu przygotowywany napój należy zamieszać oraz przykryć naczynie, w którym napój jest przygotowywany. Po tym czasie napój należy przefiltrować używając np. papierowego filtra.